# Avelina Argüelles
Avelina Argüelles   (Barcelona, 1948) és una coreògrafa, ballarina i professora de dansa contemporània i també és llicenciada en filosofia. Com a ballarina té una formació eclèctica: es forma en dansa clàssica a l'estudi de Joan Tena i a partir de divuit anys a l'estudi d'Anna Maleras amplia la seva formació en diferents estils i disciplines: flamenc, jazz i dansa moderna. De la mà de Giancarlo Bellini, de la companyia José Limón, aprèn tècnica Limón a l'Institut del Teatre.
Amb el grup que aplega Maleras, Argüelles viatja a diferents ciutats europees per adquirir més coneixements. Amb els altres ballarins del Grup Estudi actua en diferents espectacles. El curs 1977-1978 s'incorpora de manera regular a impartir classes a l'Institut del Teatre, i quan es crea el Departament de Dansa Contemporània el 1980, se'n fa càrrec juntament amb Gilberto Ruiz-Lang. Des de llavors, Argüelles ensenya tècnica Limón i també imparteix tallers de composició i altres assignatures al llarg de les tres dècades.
El 1978 sorgeix el col·lectiu Heura, del qual Argüelles forma part un breu però significatiu període. Estrena la seva primera coreografia, Absència (1979), amb què va guanyar el segon premi ex aequo en el Concurs de Bagnolet (França). Un any després presenta Anells sense dits (1980), amb què guanya el segon premi del concurs coreògrafic de Sommerakademie des Tanzes de Colònia (Alemanya).
Argüelles abandona el grup Heura per traçar la seva pròpia línia artística. El 1981 funda la seva companyia i estrena amb Toni Gómez Zapatos (1981), el seu primer espectacle de seixanta minuts, al Festival Internacional de Teatre de Sitges. Argüelles va continuar creant espectacles de petit format fins a finals dels anys noranta. Tant al Conservatori de Grau mitjà com al Conservatori de Grau Superior va continuar coreografiant tallers per als alumnes. El 2008 va ser nomenada directora del Conservatori Superior de Dansa de l'Institut del Teatre, i el 2014 es va jubilar.

## Significació
Argüelles és, juntament amb Anna Maleras, una de les pioneres de la dansa contemporània a Catalunya i a l'Estat espanyol. A finals dels anys seixanta i durant la Transició democràtica Anna Maleras reintrodueix la dansa moderna a Barcelona —durant el franquisme, el camí obert per Tórtola Valencia, Josefina Cirera i Àurea de Sarrà va ser prohibit Li i, per tant, abandonat. Argüelles és una figura clau, tant en el camp de l'ensenyament com en el camp creatiu, gràcies a les seves propostes coreogràfiques singulars, en aquesta etapa de canvi i actualització, respecte als corrents internacionals. Argüelles, que té una formació eclèctica i molt sòlida, ha estat un referent de la tècnica Limón i ha format diferents generacions de ballarins, entre les quals la primera generació que creix en el context d'efervescència creativa durant la Transició.
Des d'una perspectiva expressionista i el lirisme de la tècnica Limón, les coreografies d'Argüelles sovint exploren relacions entre homes i dones tot investigant temes com la repressió o la igualtat de gènere. El punt de partida dels seus treballs eren experiències personals o records, com és el cas d'Absència, Anells sense dits o bé Zapatos. A través de propostes de petit format —solos, duets, trios i alguna peça de grup— la dramatúrgia es teixeix gràcies a la interacció dels ballarins amb objectes situats a l'escenari, com és el cas de Paral·leles (premi Ricard Moragas), peça en la qual una llitera esdevé un element imprescindible en la història. Entre altres, van participar en diferents muntatges de la companyia ballarins com Joaquim Sabaté, Toni Gómez, Emilio Gutierrez i Marta Carrasco.
La seva tasca pedagògica durant més de tres dècades en diferents departaments i escoles de l'Institut del Teatre, i el fet que deixés d'estrenar peces a partir del nou mil·lenni, han eclipsat en certa manera el seu treball coreogràfic desenvolupat durant els vuitanta i noranta, un treball que ha deixat unes peces reconegudes tant amb premis internacionals com nacionals. En efecte, les peces d'Argüelles van ser de les primeres a rebre premis coreogràfics a l'estranger, concretament a Bagnolet i Colònia. Avui dimarts, demà dimecres va ser guardonada amb el premi Tórtola Valencia, i amb Durar Argüelles va obtenir el primer premi de la primera edició del Certamen Coreográfico de Madrid.